# Nihtisaari (ö i Södra Savolax, Nyslott)
Nihtisaari är en ö i Finland. Den ligger i sjön Pihlajavesi och i kommunen Nyslott i  landskapet Södra Savolax, i den sydöstra delen av landet, 270 km nordost om huvudstaden Helsingfors. Öns area är 2,6 hektar och dess största längd är 280 meter i nord-sydlig riktning.